# Fernanda Oliveira
Fernanda Oliveira, född den 19 december 1980 i Porto Alegre i Brasilien, är en brasiliansk seglare.
Hon tog OS-brons i 470 i samband med de olympiska seglingstävlingarna 2008 i Qingdao i Kina.